# Spårväg City
Spårväg City — трамвайна лінія в центрі Стокгольма, відкрита в 2010 році. 
Лінію прокладено від станції метро Т-Сентрален до Вальдемарсудде.
Це перша трамвайна лінія в центрі Стокгольма з 1967 року. 
Лінія є під орудою AB Stockholms Spårvägar для Storstockholms Lokaltrafik (SL), використовуючи назву «Маршрут 7 " ("Linje 7").
По суті, це подовження Djurgårdslinjen, який обслуговують історичний рухомий склад з 1991 року між Норрмальмсторг і Вальдемарсудде. 
«Djurgårdslinjen» спочатку вважався просто музейно-туристичною лінією, але виявився дуже затребуваним і в регулярних подорожах. 
Планується побудувати подовження «Spårväg City», від Кунгсгольмена на заході до мосту Лідінге на сході, де пропонується з’єднати його з Lidingöbanan.
Регулярне трамвайне сполучення між Сергельсторг і Вальдемарсудде розпочалося 23 серпня 2010 року з шести трамваїв Bombardier Flexity Classic. 

Вагони спочатку мали темну, майже чорну та коричневу ліврею із золотими смугами, на відміну від традиційних світло-блакитних трамваїв Стокгольма до 1967 року, але через скарги ліврею невдовзі змінили на синьо-білу. 
Розширення від Сергельсторг до Т-Сентрален було відкрито 3 вересня 2018 року 